# ニガヨモギ (聖書)

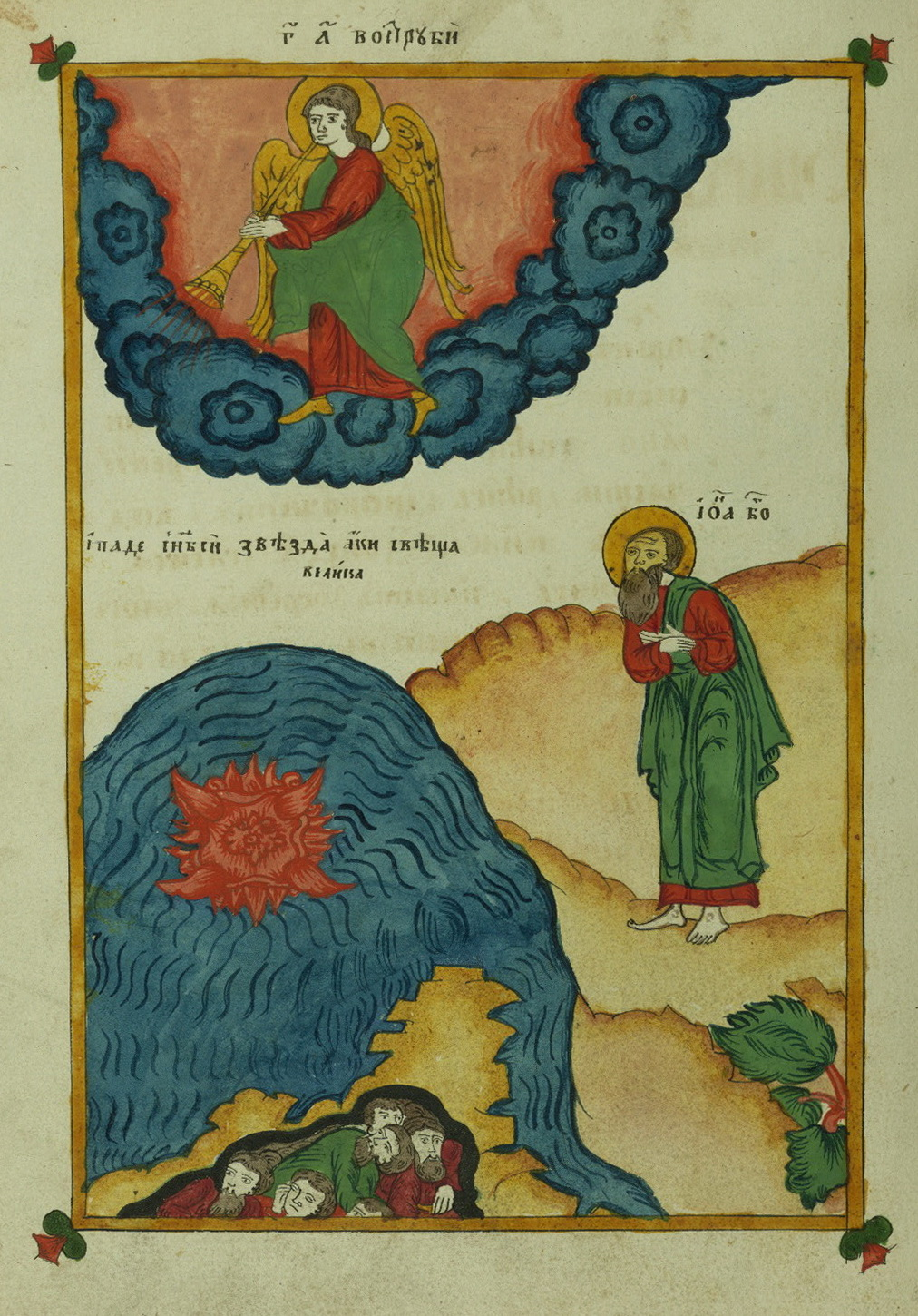
黙示録"The third trumpet: destruction of the waters" の図

ニガヨモギ（英語: Wormwood, 古代ギリシャ語では ἀψίνθιον アプシンシオン または ἄψινθος アプシントス）は、ヨハネの黙示録に登場する星（ひいては天使のこと）である。

## 旧約聖書
ニガヨモギに相当する言葉はヘブライ語聖書に7回登場するが、7回ともその苦さを含みにしている。英語訳聖書でもワームウッド (wormwood) は7回言及されるが、この言葉はヘブライ語の לענה（ヘブライ語では「呪い」の意味もある）を翻訳したものである。

## 新約聖書
ニガヨモギは新約聖書ではヨハネの黙示録の第8章11節で一度言及されるのみである。
第三の御使が、ラッパを吹き鳴らした。すると、たいまつのように燃えている大きな星が、空から落ちてきた。そしてそれは、川の三分の一とその水源との上に落ちた。この星の名は「苦よもぎ」と言い、水の三分の一が「苦よもぎ」のように苦くなった。水が苦くなったので、そのために多くの人が死んだ。— ヨハネの黙示録8:10-11
ここのニガヨモギにあたるギリシャ語は、何か苦味のあるものを暗示するために取り上げられた、アルテミシア属の植物を指すと考えられている。英訳に使われた「ワームウッド」は、腸内寄生虫 (intestinal worm) を殺すために用いられる、この植物でつくる暗緑色のオイルも表わす。これはヨハネの黙示録においては、ニガヨモギに変化した、つまり苦くなってしまった水にあたる。

## 解釈
論者によっては、この「大きな星」が政治史あるいは教会史における重要人物のことだという人もいる。一方で聖書辞典やその注釈書は、この言葉が天空の存在に言及したものだとしている。『聖書の辞典』(A Dictionary of The Holy Bible) では、「このニガヨモギと呼ばれる星は、倒れたり落下する有力な君主、天使、楽器を表わしたものだと思われる」。
この星はイエス・キリストを指していると解釈することもできる。イエス・キリストは明けの明星＝星であり、星が落ちるとは、即ち「イエス・キリストの再臨」のことだと解釈できる。

### 歴史主義
セブンスデー・アドベンチスト教会などの宗派やマシュー・ヘンリ、ジョン・ジルなどの神学者は、黙示録の第8節は人類史における過去の出来事を象徴的に表したものだと考えている。ニガヨモギについては、アッティラ王が率いていたフン族の軍勢を意味すると考える歴史主義者もいる。彼らは、この預言の受容史とヨーロッパにフン族が攻め入った歴史とが時代的に一致していることをその根拠とする。そのほかにもアリウス、コンスタンティヌス1世、オリゲネス、原罪を教義として否定したペラギウスなどの名前が挙がる。

### その他の解釈
聖書学者の多くが、ワームウッド (Wormwood) という単語は、困難にある時代に地に満ちる苦しみをただ象徴的に表現したものだと考えている。ニガヨモギ (Artemisia absinthium)、オウシュウヨモギ (Artemisia vulgaris) などがこの植物の名前とされているが、これらは受け入れがたいほど苦いものを指す聖書のなかでも最もよく知られた比喩である。ニガヨモギ (wormwood) に相当するウクライナ語のチョルノーブィリ (чорнобиль) は、キエフ州の都市であるチェルノブイリのウクライナ語名である。